# Trema discolor
Trema discolor är en hampväxtart som först beskrevs av Adolphe-Théodore Brongniart, och fick sitt nu gällande namn av Carl Ludwig von Blume. Trema discolor ingår i släktet Trema och familjen hampväxter. Inga underarter finns listade i Catalogue of Life.